# Cursus
Een cursus is een lesperiode die over het algemeen een bepaald (leer)onderwerp behandelt. Een cursus wordt soms met een certificaat afgesloten. Is een cursus van lange duur, dan spreekt men wel van leergang. Degene die een cursus volgt, wordt een cursist genoemd. Cursussen kunnen beroepsmatig worden genoten, maar ook op allerlei hobbygebieden.
Sommige cursussen kunnen schriftelijk of met de computer thuis gevolgd worden. Niet voor iedere cursus is dit echter mogelijk; soms moet er ook praktisch geoefend worden. Voorbeelden van cursussen die thuis gevolgd kunnen worden zijn bijvoorbeeld een computercursus of een cursus over talen, solliciteren, hobby's en vrije tijd. Cursussen waarvoor praktijklessen noodzakelijk zijn, zijn bijvoorbeeld cursussen over BHV, EHBO en lassen.
Naast de algemene literatuur die bij een cursus kan worden opgegeven, wordt het leerproces op universiteiten en hogescholen doorgaans ondersteund door een speciaal voor de cursus opgestelde syllabus en/of studiehandleiding.